# Awaous macrorhynchus
Awaous macrorhynchus is een straalvinnige vissensoort uit de familie van de grondels (Gobiidae). De wetenschappelijke naam van de soort is voor het eerst geldig gepubliceerd in 1867 door Pieter Bleeker.
De vis is endemisch in Madagaskar. Zijn natuurlijke habitat zijn rivieren en estuariene wateren.